# Sason maculatum
Sason maculatum is een spinnensoort uit de familie Barychelidae. De soort komt voor in de Marianen en de Carolinen.